# Míchel
José Miguel González Martín del Campo (Madrid, 23 maart 1963) - alias Míchel - is een Spaans voetbaltrainer en voormalig profvoetballer die speelde als middenvelder.

## Clubcarrière
Míchel speelde tijdens zijn loopbaan bij Real Madrid B (1981–1984), Real Madrid (1982–1996) en het Mexicaanse Atlético Celaya (1996–1997).

## Interlandcarrière
Daarnaast kwam Míchel tussen 1985 en 1992 in totaal zesenzestig keer uit voor het Spaans nationaal elftal, waarin hij eenentwintig doelpunten maakte. Míchel behoorde tot de Spaanse selecties voor de wereldkampioenschappen voetbal van 1986 en 1990 en tot de selectie voor het Europees kampioenschap 1988. Bij het WK 1990 scoorde hij drie keer in de groepswedstrijd tegen Zuid-Korea (1–3).

## Trainerscarrière
Op 6 februari 2012 besloot de clubleiding van Sevilla om trainer Marcelino García Toral te vervangen door oud-international Míchel. Het bestuur van de Spaanse voetbalclub besloot tot de ingreep na een reeks teleurstellende resultaten. Sevilla was afgezakt naar de elfde plaats in de Primera División. De thuisnederlaag van een dag eerder tegen Villareal (1–2) gaf de doorslag. Míchel kreeg als opdracht mee om Sevilla alsnog naar Europees voetbal te leiden. In 2013 ging hij bij het Griekse Olympiakos Piraeus aan de slag. Daar werd hij in januari 2015 ontslagen. In augustus 2015 werd hij aangesteld bij Olympique Marseille, als opvolger van de opgestapte Marcelo Bielsa. Op 19 april 2016 werd hij, als gevolg van slechte resultaten, ontslagen. Míchel werd op 7 maart 2017 aangesteld als trainer bij Málaga, waar hij de ontslagen Marcelo Romero opvolgde. De club gaf hem in januari 2018 zelf zijn ontslag.
Daarna zocht hij vanaf 20 mei 2019 zijn geluk in Mexico bij Club Universidad Nacional.  Hij zou er op 23 juli 2020 zijn ontslag indienen om persoonlijke en familiale redenen.
Op 27 mei 2021 tekende hij een contract bij Getafe CF.  Hij zou de ploeg in het totaal acht officiële wedstrijden leiden nadat hij op 6 oktober 2021 ontslagen en vervangen werd door Quique Sánchez Flores.

## Erelijst
Als speler
 Real Madrid
- Primera División: 1985/86, 1986/87, 1987/88, 1988/89, 1989/90, 1994/95
- Copa del Rey: 1988/89, 1992/93
- Supercopa de España: 1988, 1989, 1990, 1993
- Copa de la Liga: 1985
- UEFA Cup: 1984/85, 1985/86
- Copa Iberoamericana: 1994

Individueel als speler
- Premio Don Balón: 1986
- Topscorer Europacup I: 1987/88
- WK voetbal Bronzen Schoen: 1990
- Ballon d'Or: 1987 (vierde plaats)

Als trainer
  Olympiakos
- Super League: 2012/13, 2013/14, 2014/15
- Beker van Griekenland: 2012/13